# Nile River
Der Nile River ist ein Fluss im Osten des australischen Bundesstaates Tasmanien. 

## Geografie

### Flusslauf
Der rund 51 Kilometer lange Nile River entspringt an den Nordhängen von The Knuckle, eines Berges im Ben-Lomond-Nationalpark, etwa 47 Kilometer ostsüdöstlich von Launceston. Unmittelbar nach seiner Quelle durchfließt er die beiden kleinen Seen Lake Baker und Lake Youl. Von dort fließt er nach Westen und mündet ungefähr vier Kilometer südlich der Siedlung Clarendon in den South Esk River. Kurz vorher durchfließt er die Siedlung Nile.

### Nebenflüsse mit Mündungshöhen
Nebenflüsse des Nile River sind:
- Marathon Creek – 277 m
- Blackmans Creek – 249 m
- Patterdale Creek – 242 m
- New Plains Creek – 162 m

### Durchflossene Seen
Er durchfließt folgende Seen:
- Lake Baker – 1349 m
- Lake Youl – 1300 m